# Nati nel 1901/Maggio
| Questa pagina contiene informazioni ricavate automaticamente dalle voci biografiche con l'ausilio del template Bio e di un bot. L'aggiornamento è periodico e automatico e ricostruisce completamente la pagina. Se manca una persona in questa lista, sei pregato di non aggiungerla, ma accertati piuttosto che la sua voce biografica contenga il template Bio e che i dati anagrafici siano correttamente compilati. Se il template Bio manca, inseriscilo tu stesso o, in alternativa, metti l'avviso {{tmp\|Bio}} che ne segnala la mancanza. Se i dati riportati sono sbagliati, correggi direttamente la voce biografica; le modifiche saranno visibili in questa lista entro pochi giorni. Per chiarimenti vedi il progetto biografie. La lista contiene solo le 136 persone che sono citate nell'enciclopedia e per le quali è stato implementato correttamente il template Bio. Pagina aggiornata al 2 apr 2025. |

- 1º maggio - Sterling Brown, scrittore, poeta e critico letterario statunitense († 1989)
- 1º maggio - Slats Gill, cestista, giocatore di baseball e allenatore di pallacanestro statunitense († 1966)
- 1º maggio - Heinz Roemheld, compositore statunitense († 1985)
- 1º maggio - Giovanni Sarotti, militare italiano († 1935)
- 1º maggio - Antal Szerb, scrittore e critico letterario ungherese († 1945)
- 2 maggio - Nicola Alexandrovich Benois, scenografo, pittore e disegnatore russo († 1988)
- 2 maggio - Willi Bredel, scrittore tedesco († 1964)
- 2 maggio - Rosa Dainelli, medico italiano († 1973)
- 2 maggio - Chiyo Miyako, supercentenaria giapponese († 2018)
- 2 maggio - Edouard Zeckendorf, medico, militare e matematico belga († 1983)
- 3 maggio - Gino Cervi, attore, doppiatore e conduttore radiofonico italiano († 1974)
- 3 maggio - Hugo Friedhofer, compositore statunitense († 1981)
- 3 maggio - Piero Montagnani, politico, antifascista e partigiano italiano († 1976)
- 4 maggio - George Moorhouse, calciatore statunitense († 1982)
- 4 maggio - Nevvare Hanim, ottomana († 1992)
- 4 maggio - Herb Wells, calciatore statunitense († 1978)
- 5 maggio - Austen Campbell, calciatore inglese († 1981)
- 5 maggio - Blind Willie McTell, cantante, compositore e chitarrista statunitense († 1959)
- 5 maggio - Prospero Nuvoli, militare, aviatore e ingegnere italiano († 1986)
- 6 maggio - Urs Küry, vescovo vetero-cattolico svizzero († 1976)
- 6 maggio - Anita Pittoni, scrittrice, editrice e pittrice italiana († 1982)
- 6 maggio - Uberto Pozzoli, giornalista, sindacalista e poeta italiano († 1930)
- 7 maggio - Gary Cooper, attore statunitense († 1961)
- 7 maggio - Walther Wüst, orientalista tedesco († 1993)
- 8 maggio - Jack Cummings, tennista australiano († 1972)
- 8 maggio - Otto Kaiser, pattinatore artistico su ghiaccio austriaco († 1977)
- 8 maggio - Luigi Ricceri, presbitero italiano († 1989)
- 8 maggio - August Schmidhuber, generale tedesco († 1947)
- 8 maggio - Vladimir Vladimirovič Sofronickij, pianista russo († 1961)
- 9 maggio - Alberto Barni, calciatore italiano
- 9 maggio - Fuzzy Knight, attore statunitense († 1976)
- 9 maggio - Gustav Machatý, regista e sceneggiatore ceco († 1963)
- 9 maggio - Casey Roberts, scenografo statunitense († 1949)
- 10 maggio - John Desmond Bernal, fisico e biologo britannico († 1971)
- 10 maggio - Sam Cowan, calciatore e allenatore di calcio inglese († 1964)
- 10 maggio - Luigi Gelati, calciatore italiano († 1957)
- 10 maggio - Max Lorenz, tenore tedesco († 1975)
- 11 maggio - Rose Ausländer, poetessa rumena († 1988)
- 11 maggio - Domenico del Santissimo Sacramento, presbitero spagnolo († 1927)
- 11 maggio - Josslyn Hay, XXII conte di Erroll, nobile scozzese († 1941)
- 11 maggio - Camillo Mastrocinque, regista e sceneggiatore italiano († 1969)
- 11 maggio - Carlo Vanza, anarchico svizzero († 1976)
- 12 maggio - Gino Meacci, politico italiano († 1966)
- 12 maggio - Luigi Poggia, calciatore italiano († 1960)
- 12 maggio - Domenico Rizzo, politico italiano († 1996)
- 13 maggio - Giovanni Ghio, calciatore italiano († 1987)
- 13 maggio - Murilo Mendes, scrittore e poeta brasiliano († 1975)
- 13 maggio - Witold Pilecki, militare polacco († 1948)
- 13 maggio - Felice Scandone, giornalista, aviatore e dirigente sportivo italiano († 1940)
- 14 maggio - Cristoforo d'Assia-Kassel, ufficiale tedesco († 1943)
- 14 maggio - Gastone Baldi, calciatore e allenatore di calcio italiano († 1971)
- 14 maggio - Kenzō Kōno, politico e dirigente sportivo giapponese († 1983)
- 14 maggio - Cesare Martin, calciatore italiano († 1971)
- 14 maggio - Robert Ritter, medico e psicologo tedesco († 1951)
- 14 maggio - Hans Stüwe, attore cinematografico, regista teatrale e musicologo tedesco († 1976)
- 15 maggio - Dorothy Hansine Andersen, patologa e pediatra statunitense († 1963)
- 15 maggio - Antonín Carvan, calciatore cecoslovacco († 1959)
- 15 maggio - Xavier Herbert, scrittore australiano († 1984)
- 15 maggio - Konrad Meyer-Hetling, criminale di guerra tedesco († 1973)
- 15 maggio - Luis Monti, calciatore e allenatore di calcio argentino († 1983)
- 15 maggio - Jacques Natanson, drammaturgo, regista e sceneggiatore francese († 1975)
- 15 maggio - Vladimir Vinek, calciatore jugoslavo († 1945)
- 16 maggio - Angelo Boselli, calciatore italiano († 1977)
- 16 maggio - Alberto Gaviorno, calciatore italiano († 1966)
- 16 maggio - Nikolaj Grigor'evič Ignatov, politico sovietico († 1966)
- 16 maggio - Štěpán Matěj, calciatore cecoslovacco († 1974)
- 16 maggio - Álvaro Ribeiro, atleta brasiliano († 1979)
- 16 maggio - Hermanis Saltups, calciatore lettone († 1968)
- 16 maggio - Sven Utterström, fondista svedese († 1979)
- 16 maggio - Konrad Wachsmann, architetto tedesco († 1980)
- 17 maggio - Gaudenzio Bono, imprenditore italiano († 1978)
- 17 maggio - Werner Egk, compositore tedesco († 1983)
- 18 maggio - Vincent du Vigneaud, biochimico statunitense († 1978)
- 18 maggio - Henri Sauguet, compositore francese († 1989)
- 19 maggio - Otto Ambros, chimico tedesco († 1990)
- 19 maggio - Arnold Martignoni, hockeista su ghiaccio svizzero († 1984)
- 19 maggio - Attilio Nani, scultore italiano († 1959)
- 19 maggio - Renzo Zacchetti, scultore italiano († 1988)
- 19 maggio - Şehzade Mehmed Abdülaziz, principe ottomano († 1977)
- 20 maggio - Ferdinand Diehl, regista tedesco († 1992)
- 20 maggio - Max Euwe, scacchista e matematico olandese († 1981)
- 20 maggio - Hideo Shima, ingegnere e dirigente d'azienda giapponese († 1998)
- 21 maggio - Giuseppe Calvi, calciatore italiano († 1995)
- 21 maggio - Horace Heidt, pianista statunitense († 1986)
- 21 maggio - Suzanne Lilar, drammaturga, saggista e scrittrice belga († 1992)
- 21 maggio - Sergej Konstantinovič Tumanskij, ingegnere sovietico († 1973)
- 22 maggio - Robert A. McGowan, regista e sceneggiatore statunitense († 1955)
- 22 maggio - Wilhelm Nielsen, calciatore norvegese († 1960)
- 23 maggio - Edgardo Fogli, partigiano italiano († 1945)
- 23 maggio - Mario Gromo, giornalista, scrittore e critico cinematografico italiano († 1960)
- 23 maggio - Alfredo Guarini, regista, sceneggiatore e produttore cinematografico italiano († 1981)
- 23 maggio - Gábor Kléber, calciatore ungherese († 1973)
- 23 maggio - Ottorino Monaco, medico e politico italiano († 1987)
- 23 maggio - Charles W. Morris, semiologo e filosofo statunitense († 1979)
- 23 maggio - Edmund Rubbra, compositore britannico († 1986)
- 24 maggio - Diego Calcagno, poeta, giornalista e sceneggiatore italiano († 1979)
- 24 maggio - Renato Cappugi, politico italiano († 1980)
- 24 maggio - Alfred Cobban, storico inglese († 1968)
- 24 maggio - Giovanni Gonani, arbitro di calcio italiano
- 24 maggio - Chick Hannan, attore statunitense († 1980)
- 24 maggio - Arvid Harnack, economista, giurista e antifascista tedesco († 1942)
- 24 maggio - Antoine Mazairac, pistard olandese († 1966)
- 24 maggio - Lucien Moraweck, compositore francese († 1973)
- 24 maggio - José Nasazzi, allenatore di calcio e calciatore uruguaiano († 1968)
- 24 maggio - Anton Paulik, compositore e direttore d'orchestra austriaco († 1975)
- 24 maggio - Hermann Priess, criminale di guerra e generale tedesco († 1985)
- 25 maggio - Carlo Colonna di Paliano, politico italiano († 1977)
- 25 maggio - Maria Clotilde Daviso di Charvensod, storica, partigiana e scrittrice italiana († 1955)
- 25 maggio - Carlo Ghirelli, calciatore italiano
- 25 maggio - Giuseppe Terenzio, calciatore italiano
- 25 maggio - Antonio Villani, calciatore italiano († 1977)
- 26 maggio - Renato Beccuti, calciatore italiano († 1968)
- 26 maggio - Fridtjof Kaulbach, attore tedesco († 1968)
- 26 maggio - Giuseppe Cordero Lanza di Montezemolo, ufficiale italiano († 1944)
- 26 maggio - Francesco Saverio Starrabba, principe di Giardinelli, avvocato e politico italiano († 1985)
- 27 maggio - Carlo Boccassi, politico e partigiano italiano († 1990)
- 27 maggio - Conrad Arnold Elvehjem, biochimico statunitense († 1962)
- 27 maggio - Guido Guidi, pittore italiano († 1998)
- 27 maggio - Otto Huber, militare e aviatore italiano († 1929)
- 27 maggio - Juan Carlos Iribarren, calciatore argentino
- 27 maggio - Joseph Wendel, cardinale e arcivescovo cattolico tedesco († 1960)
- 28 maggio - Roy Dowling, ammiraglio australiano († 1969)
- 28 maggio - Anton Vodnik, scrittore sloveno († 1965)
- 29 maggio - Wilfred Nichol, velocista britannico († 1955)
- 29 maggio - Emilio Scarpellini, calciatore italiano
- 29 maggio - Wolfgang Schmieder, musicologo tedesco († 1990)
- 29 maggio - Inga Tidblad, attrice e doppiatrice svedese († 1975)
- 30 maggio - Walter Felsenstein, attore e regista teatrale austriaco († 1975)
- 30 maggio - Mieczysław Fogg, baritono polacco († 1990)
- 30 maggio - Clelia Gatti Aldrovandi, arpista italiana († 1989)
- 30 maggio - René Italo Ricolfi Doria, pallanuotista, nuotatore e imprenditore svizzero († 1970)
- 30 maggio - Giovanni Someda, ingegnere e dirigente pubblico italiano († 1978)
- 30 maggio - Frankie Trumbauer, sassofonista statunitense († 1956)
- 31 maggio - Alfredo Antonini, direttore d'orchestra e compositore italiano († 1983)
- 31 maggio - Fritz Julius Hintze, militare tedesco († 1943)
- 31 maggio - Vincenzo Pannuti, calciatore italiano